# Надія (фільм, 1954)
«Надія» (рос. «Надежда») — радянський чорно-білий художній фільм 1954 року, знятий на Кіностудії ім. М. Горького.

## Сюжет
Про освоєння цілинних земель. Стрічка була задумана як одна з частин міжнародного кіноальманаху, присвяченого боротьбі жінок усього світу за мир. Фільм увійшов потім у цей альманах «Троянда вітрів», складений у 1956 році великим голландським кінорежисером Йорісом Івенса на німецькій студії «ДЕФА» з радянської, французької, італійської, бразильської і китайської новел. На радянських екранах «Троянда вітрів» демонструвалася у 1958 році.

## У ролях
- Зінаїда Кирієнко — Надія Вахмістрова
- Микола Довженко — Григорій
- П. Циганкова — мати Надії
- К. Гомберг — батько Надії
- Володимир Ратомський — Силантій Дубровін
- Володимир Лебедєв — Рижакін
- Римма Шорохова — Ірина Сергіївна
- Костянтин Барташевич — голова колгоспу
- Марія Яроцька — Марія Микитівна, вчителька
- Юрій Перов — Колька, брат Григорія
- Валентина Пугачова — Віра
- Віктор Терехов — Костя
- Юрій Мартинов — комсомолець
- Станіслав Фесюнов — комсомолець
- Олег Хроменков — комсомолець
- Валентина Хмара — колгоспниця
- Варвара Севастьянова — Миронова
- Світлана Жильцова — епізод
- Кіра Муратова — епізод
- Юрій Дедович — епізод

## Знімальна група
- Режисер — Сергій Герасимов
- Сценарист — Сергій Герасимов
- Оператор — В'ячеслав Шумський
- Композитор — Анатолій Новиков
- Художник — Микола Юров